# Минхенски масакр
Минхенски масакр се догодио током 5. и 6. септембра 1972. на Олимпијским играма у Минхену у Западној Немачкој. Тада је 8 палестинских терориста из организације „Црни септембар“ ушло у зграду где су били смештени израелски атлетичари и убили двојицу а деветоро држали као таоце за време акције. Сви таоци су убијени током контроверзне акције немачке полиције у покушају да их спасу. Од осам терориста, петорица су убијени током акције спасавања, док су тројица ухапшени и предати Либији мало мање од два месеца после напада.
Овај терористички напад је проузроковао бројне акције израелске обавештајне службе „Мосад“, која је и после 20 година спроводила атентате на планере и извршиоце Минхенског масакра.

## Напад
Према извештајима медијских извора, напад је почео у 4:30 сати, 5. септембра 1972. године. Пет чланова терористичке групације „Црни септембар“ је у 4:10 прескочило два метра високу ограду која је била постављена око Олимпијског села. Били су обучени у спортске тренерке и носили спортске торбе у којима је био арсенал оружја. Помогли су им амерички спортисти који су се у исто време враћали у село, мислећи да помажу спортским колегама. Након уласка у село, нашли су се са још тројицом и кренули ка згради где је био смештен израелски тим. Терористи су онда уз помоћ украдених кључева ушли у апартмане које су користили Израелци.
Буку на вратима је чуо Јосеф Гутфројнд (Yossef Gutfreund), израелски рвачки судија. Када је кренуо да испита шта се дешава, видео је да се врата првог апартмана отварају. Покушао је да спречи упад терориста у апартман тако што је својим телом блокирао улаз. Остале чланове израелског тима је пробудио тако што је викао да побегну из апартмана. Током насталог хаоса, два члана израелског тима су успели да побегну а још петорица спортиста, два доктора при тиму као и шеф израелске делегације Шмуел Лалкин (Shmuel Lalkin) су успели да се сакрију.
Након уласка у апартман, терористи су почели да пребацују све спортисте из једног апартмана у други. Том приликом је Моше Вајнберг (Moshe Weinberg), рвачки тренер, покушао да нападне терористе кухињским ножем али је упуцан и убијен. У исто време је и дизач тегова, Јосеф Романо (Yossef Romano) напао и повредио једног од Палестинаца пре него што је убијен рафалима испаљених из аутоматског оружја. Терористи су остали са 9 таоца: Јосеф Гутфројнд, Давид Бергер (David Berger), Марк Славин (Mark Slavin), Јаков Спрингер (Yacov Springer), Зев Фридман (Ze'ev Friedman), Амицур Шапира (Amitzur Shapira), Елиезер Халфин (Eliezer Halfin), Кеат Шор (Kehat Shorr) и Андре Шпицер (Andre Spitzer).

## Терористи
Терористичку групу су сачињавале особе из избегличких логора у Либану, Сирији и Јордану, а припадници палестинског федајена. Они су били: вођа групе Лутиф Афиф, звани Иса (Luttif Afif "Issa"), Јусуф Назал, звани Тони (Yusuf Nazzal "Tony"), Афиф Ахмед Хамид (Afif Ahmed Hamid), Калид Џавад (Khalid Jawad), Ахмед Чик Та (Ahmed Chic Thaa), Мохамед Сафади (Mohammed Safady), Аднан Ал-Гашеј (Adnan Al-Gashey), и његов рођак Џамал Ал-Гашеј (Jamal Al-Gashey). Афиф, Назал и још један од терориста су радили у Олимпијском селу на разним локацијама где су неколико недеља пратили Израелце и планирали напад. Остали терористи су дошли у Минхен возом и авионом, неколико дана пред почетак напада.

## Захтеви
Група је захтевала тренутно ослобађање 234 палестинских затвореника из Израела као и ослобађање два немачка терориста који су били затвореници у Немачкој и њихов безбедан транспорт у Египат. Израелска власт је одмах одговорила и поручила да никаквих преговора неће бити. Немци под вођством канцелара Вилија Бранта и министра унутрашњих послова, Ханса Дитриха Геншера су одбили понуду израелске владе да пошаље своје специјалне трупе у Немачку. Уместо тога, Немци су целу операцију обавили са члановима полиције који нису имали специјалан тренинг за такве ситуације. Немцима је цео овај случај био посебан трн у оку, зато што се радило о јеврејским таоцима. У току преговарања, они су неколико пута понудили бескрајну суму новца за пуштање талаца или замену талаца са високо рангираним немачким представницима. Обе понуде су одбијене. Рок за испуњење захтева је прво померен за три сата, а после тога за још пет. Палестинци су претили егзекуцијом свих талаца ако се њихови захтеви не испуне.
Немачки шеф полиције Манфред Шрајбер заједно са Ахмедом Тунијем, који је предводио египатски тим, су директно преговарали са терористима када су им поновили понуду немачке владе: бескрајну количину новца. Палестинци су им одговорили да им новац ништа не значи, нити да им њихови животи ишта значе. Немци су после тога послали малу трупу њихове граничне полиције, да би заузели места за могућ противнапад. Прерушени у спортисте са олимпијским тренеркама и наоружани аутоматским пушкама, они су заузели своја места. Они нису били обучени за противтерористичке акције, нити су имали неки конкретан тактички план.
У међувремену су стигле и телевизијске екипе. Из околних станова они су почели све да снимају шта се дешавало у комплексу. Са укљученим телевизорима, терористи су могли да прате све што се дешавало напољу и да гледају полицију како се спрема да нападне. Један терориста је погледао према крову где се крила полиција што је довело до обуставе планираног напада. Полиција се повукла и напустила место.
Преговарачки тим је тражио да директно прича са таоцима да би се уверили да су Израелци још увек живи. Андре Шпицер, који је течно говорио немачки, је доведен до прозора где је водио кратак разговор са Шрајбером и Геншером, док су двојица терориста стајали иза њега и држали га на нишану. После неколико дужих одговора које је Шпицер дао преговарачима, један од терориста га је ударио пиштољем у главу и одвукао од прозора. Након тога је Геншеру и Валтеру Трегеру (Walter Tröger) дозвољено да накратко уђу у апартмане и разговарају са таоцима. Трегер је касније изјавио да су таоци били везани око крвавог тела Јосефа Романа и да су неки од њих очигледно имали повреде проузроковане ударцима терориста. Дејвид Бергер је имао лакшу прострелну рану у једном рамену.

## Неуспело спасавање
Око 22:10, после захтева терориста да им се омогући транспорт до Каира, са два хеликоптера су пребачени заједно са таоцима до војног аеродрома Фирстенфелдбрук близу Минхена. Тамо их је чекао један Боинг 727 који је наводно требало да их пребаци у Каиро. Немачке власти су планирале да у авион убаце наоружане полицајце прерушене у пилоте и да нападну терористе који би дошли да извиде ситуацију у авиону а да пет постављених снајпера пуца на преостале отмичаре код хеликоптера. Полицајци у авиону су у задњем тренутку одустали од операције без икаквог договора са централом, а касније су изјавили да нису били довољно спремни да изведу такав напад. Напустили су авион свега неколико секунди пре него што су хеликоптери са отмичарима и таоцима слетели на аеродром.
Немци су били изненађени када су сазнали да има 8 терориста, а не пет као што су претпоставили. Пошто више нису имали агенте у авиону и само пет снајпера, одлучено је да се пуца на терориста када извиде авион и врате се до хеликоптера. Позиције снајпера су биле катастрофалне, један од снајпера се чак нашао у линији пријатељске ватре. Двојица терориста, Иса и Тони, су ушли у авион и схватили да нешто није у реду. У авиону није било посаде и они су истрчали из авиона и кренули ка хеликоптерима. У том тренутку је дато наређење да се пуца на терористе. Настао је хаос и катастрофа је почела. Пилоти из хеликоптера су почели да беже, свако на другу страну. Један снајпер је пуцао на Ису и Тонија док су трчали ка хеликоптерима. Први пуцањ је промашио, док је друг погодио Тонија у ногу. Он је пао и остао да лежи на писти. Два отмичара који су стајали испред хеликоптера су одмах убијени а трећи је смртно рањен док је бежао преко писте. Преостала тројица терориста су се сакрили иза хеликоптера где снајпер није могао да их погоди и почели су да пуцају на све лампе на аеродрому. Немачки снајпери нису имали ноћну опрему и нису имали оптичке нишане на својим пушкама. Настала је пат ситуација, преостала три отмичара нису могли да изађу из заклона, а снајпери нису могли да пуцају на њих. Немци су тада позвали појачање у облику тенкова и блиндираних возила, како би могли да се приближе терористима. Видевши долазак блиндираних возила један од терориста у првом хеликоптеру је отворио ватру на беспомоћне таоце дајући могућност другој двојици терориста да изађу из свог заклона. Истовремено и он истрчава из првог хеликоптера бацивши пре тога ручну бомбу на таоце који сви гину. Ова тројица терориста гину од погодака снајпера. Осталих пет таоца у другом хеликоптеру су такође убијени у борби.
Требало је да оба хеликоптера слете тако им врата буду окренута према контролном торњу како би свих пет снајпера имали слободан простор за ватрено деловање. Из непознатих разлога оба хеликоптера су слетела лицем окренутим контролном торњу при чему је пети снајпер лежао на линији деловања тројице других снајпера. Он је био без кациге и без заштитне панцирне кошуље, скривен иза омањег зида на писти за полетање, између терориста и својих колега. У почетку није ватрено деловао вероватно се бојећи да би могао забуном настрадати од колега или стога што му је заклон био лош. Тек када је један од терориста бежећи потрчао према њему, снајпер га је убио поготком у главу. То је привукло пажњу управо пристиглог полицијског појачања, које је, мислећи да се ради о терористи, отворило ватру на њега и на једног од пилота који се покушавао скрити бежећи из хеликоптера. Пилот је био тешко рањен.
Акција доживљава фијаско: сви таоци су погинули, полицијски заповедник Антон Флиегербауер, који није учествовао у пуцњави и који је то све посматрао са контролног торња, смртоносно је погођен у главу. Пилот хеликоптера је тешко рањен и одвезен у болницу.

## Последице

### За Игре
Упркос отмици Олимпијске игре су настављене као да се ништа није догодило. Тек на бројне протесте других учесника и посетилаца Олимпијске игре су прекинуте на пола дана. Следећег дана 6. септембра на Олимпијском стадиону одржана је комеморација погинулим спортистима на којој је присуствовало око 80.000 посетилаца и 3.000 учесника Игара. Председник Међународног олимпијског комитета, Ејвери Брендиџ, је одржао почасни говор који је завршио речима: Игре се морају наставити. На комеморацији су учествовале и породице жртава: Спицерова удовица, Вајнбергова мајка и сестрична Лармел Елијах. За време комеморације Елијахова је колабирала и преминула од срчаног удара.
Требало је да игре буду настављене фудбалском утакмицом између Западне Немачке и Мађарске. Када је неколико посетилаца подигло транспарент на којем је писало "17 мртвих, већ заборављено?", редари су их удаљили са стадиона.
Олимпијска застава и све остале заставе биле су спуштене на пола копља на захтев Вилија Бранта. Десет арапских нација успротивило се таквом чину тако да су скоро истовремено враћене у почетно стање.
Остали чланови израелске делегације напустили су Немачку истог дана праћени јаким снагама безбедности. Марк Спиц, амерички пливач који је био јеврејског поријекла напустио је Игре током отмице бојећи се да би могао бити следећа мета. До тада је већ завршио све своје наступе. Египатски тим је напустио Игре дан после бојећи се одмазде. Комплетне делегације Филипина и Алжира напустили су Немачку као и неки чланови холандске и норвешке делегације.

### За израелску политику
Тела погинулих терориста изручена су Либији и сахрањена уз највеће војне почасти славећи терористе као највеће хероје. Осталој тројици преживелих терориста, који су били у затвору, није никада суђено. Током отмице једног Луфтханзиног авиона, са само 12 путника, 29. октобра 1972, отмичари су тражили пуштање на слободу тројице преживелих Палестинаца на што је немачка влада одмах пристала без консултација с израелском. Претпоставља се да је немачка влада тако поступила из страха да би се терористички акти на немачке циљеве могли поновити.
Пошто је постало јасно да немачке власти неће судити терористима, Голда Мејр заједно са сигурносним кабинетом Израела дала је налог Мосаду да оснује специјалне јединице, назване Цезареја, чији задатак је био да пронађе и ликвидира терористе. На челу те јединице био је Ехуд Барак, каснији премијер Израела, а операција је названа: „Операција Божји гнев“. У следећих 20 година припадници Мосада ликвидирали су двојицу од тројице Палестинаца који су преживели Минхен и најмање још 12 Палестинаца за које се сматрало да су учествовали у планирању акције у Минхену:
- Ваел Зуаитир, представник ПЛО-а у Италији ликвидиран је 16. октобра
- Мухамед Хамшири, представник ПЛО-а у Паризу погинуо је од експлозивне направе на даљинско управљање
- још неколико осумњичених терориста је ликвидирано на Кипру, у Грчкој и Паризу.
- израелски командоси су 10. априла 1973. извели акцију и у самом Бејруту током које су ликвидирали: Абу Јусуфа (наводног заменика Јасера Арафата и вођу терориста), Камала Адуана (наводног заповедника Фатаха) и гласноговорника ПЛО-а Камала Насира.
- Мохамед Боудија, операционални шеф терористичке групе Црни септембар погинуо је у експлозији аутобомбе 28. јуна 1973. у Паризу.
- Мосад је грешком ликвидирао мароканског конобара Ахмеда Боухикија у Лилехамеру мислећи да се ради о Али Хасан Саламеху, шефу Арафатове операционалне групе „Група 17" и члану „Црног септембра“. Норвешка полиција је ухапсила пет Мосадових агената, од којих су два биле жене, које је осудила на затворске казне, али су 1975. сви помиловани и послани за Израел.

Саламех је убијен у Бејруту 22. јануара 1979. од експлозије аутобомбе детониране на даљинско управљање.
- Атиф Бсеису, учесник у планирању Минхенског масакра је устрељен у Паризу 8. јуна 1992.

Данас је још увијек жив посљедњи атентатор, Џамал Ал-Гашеy, који се наводно крије у Африци. Мохаммед Даоуд Оудех (Абу Даоуд) који је учествовао у планирању отмице, умро је 3. јула 2010. у Дамаску. Он је тврдио да су новац за акцију добили од садашњег палестинског председника Махмуд Абаса, што је касније оповргао.

### За борбу против тероризма у Немачкој
Постало је јасно да полиција у Баварској није била дорасла задацима које је донела талачка криза таоца, што је цели свет могао видети уживо путем малих екрана. Употреба снага Бундесвера је у овим тренуцима законски била онемогућена мада је Бундесвер имао обучене снајпере за разлику од обичне немачке полиције. Гранична полиција се према немачком уставу могла позвати у помоћ, али такав позив је могла упутити само локална немачка покрајина, што у овом случају није урађено. Одговорне особе, првенствено канцелар Вили Брант (СПД) и министар унутрашњих послова Ханс-Дитрих Геншер (ФДП), одбили су понуђену помоћ Израела који је хтео да пошаље у помоћ специјалну антитерористичку јединицу. Овакве непотврђене изјаве протумачене су у јавности да су немачке власти мислиле да могу саме да реше новонасталу кризу. Тадашњи министар унутрашњих послова Баварске, Бруно Мерк, тврдио је да нити је било такве понуде од стране Израела, нити да би та јединица могла да стигне истог дана. Терористи су хтели истог дана да напусте Минхен, како израелској специјалној јединици не би дали довољно времена за акцију. Те исте године 9. маја та јединица је спречила палестински напад на један авион Сабена у Тел Авиву.
У тренутку неуспеле акције ослобађања таоца у Немачкој није постојала нити једна специјална анти-терористичка јединица. Као последицу свих догађаја око талачке кризе основана је специјална јединица у септембру 1972. која се звала „Јединица граничне заштите 9" која први задатак извела већ у априлу 1973.

### На немачку унутрашњу политику
Догађаји у Минхену и војном аеродрому Фирстенфелдбрук утицали су директно на промене унутрашње политике Западне Немачке. Велики број Арапа протеран је из Немачке.. Као последицу протеривања Арапа, првенствено Палестинаца, долази до таласа протеста како у Немачкој тако и у иностранству. Сви потенцијални палестински терористи, без обзира на своје занимање, могли су се без већих проверавања протерати. Чак и арапски посредници током драме у војном аеродрому су протерани. Велики број палестинских удружења је забрањен, између осталих студентска и радничка удружења, што је био показатељ да су и високообразоване особе биле погођене оваквим одлукама.
Још једна од посљедица је било појачање контрола на граничним прелазима и на аеродромима. Критика упућена раду немачке полиције постала је гласна. Полиција је тек касније испитала поштанске службенике који су посматрали како палестински терористи улазе у Олимпијско село и на тај начин нису имали релевантне информације о броју терориста.
Источна Немачка је помагала и лечила Абу Даоуда после његове неуспеле ликвидације у Варшави. Источна Немачка је имала специјалан однос са ПЛОом.
Вили Брант је био први немачки канцелар који је посетио Израел 7. јуна 1973. Званично, није се разговарало о догађајима у Минхену.